# Чешлама (разъезд)
Чешлама́ (чув. Чашлама) — разъезд в Козловском районе Чувашской Республики России. Входит в состав Аттиковского сельского поселения.

## География
Находится в северной части Чувашии на расстоянии приблизительно 13 км на юго-запад от районного центра города Козловка у железнодорожной линии Канаш-Зеленодольск.

## История
Известен с 1926 года, когда здесь было 2 жителя в 1 дворе. Назван по близлежащей деревне. В 1939 году проживало 20 человек, в 1979 — 9. В 2002 году было 2 двора, в 2010 — 1 домохозяйство. В период коллективизации был образован колхоз «Ударник».

## Население
Постоянное население составляло 6 человек (чуваши 83 %) в 2002 году, 3 в 2010.